# Strike Witches
Strike Witches (яп. ストライクウィッチーズ Сутораику Виттидзу) — серия ранобэ Нобору Ямагути, выходящая с 2006 года. Также позднее вышли аниме и манга адаптации. Первый сезон аниме-сериала снимался студией Gonzo. Второй сезон создан студией AIC, и его трансляция прошла в июле-сентябре 2010 года. Также в 2012 году вышел фильм, продолжающий историю приключений штурмовых ведьм.

## Сюжет
В 1939 году человечество столкнулось с новым врагом, названным «нэрой» (яп. ネウロイ нэурои). Обычное оружие оказалось бесполезно против них. Для противодействия им были разработаны Штурмовые Модули (яп. ストライカーユニット Суторайка: Юнитто), современный аналог волшебной метлы. Каждый такой модуль, будучи надет на ноги ведьмы, позволяет ей летать посредством двух пропеллеров и применять свои магические силы в бою против героев. Ведьм, использующих штурмовые модули, люди соответственно назвали «штурмовые ведьмы».
Аниме повествует о жизни сводного 501-го истребительного крыла штурмовых ведьм, в котором служат ведьмы со всего мира. Первый сезон аниме посвящён Битве за Британию — защите Англии от нападений нэроев. События второго сезона происходят через год после первого, и посвящены боевым действиям в Адриатическом море.

## Персонажи
Минна-Дитлинда Вильке (яп. ミーナ・ディートリンデ・ヴィルケ Минна Ди:ториндэ, Вирукэ) — командир 501-го истребительного крыла, подполковник, в прошлом пилот эскадрильи JG 3 ВВС Карсленда. Как правило не участвует в боевых вылетах, координируя остальных ведьм из башни управления. Из-за этого долгое время не могла получить Железный крест с мечами, за 200 сбитых нэроев. Доброжелательная и ответственная ведьма, заботящаяся о своих подчиненных. Хорошо поёт.
Сэйю: Риэ Танака
Мио Сакамото (яп. 坂本美緒 Сакамото Мио) — заместитель командира 501-го истребительного крыла, майор, старейшая ведьма подразделения. Ввиду возраста, пик её волшебной силы давно позади, в результате её щиты теряют эффективность. Тем не менее, она остается в армии и продолжает тренировать Мияфудзи и других ведьм. Смелая и отважная ведьма, сражающаяся в первых рядах. Необычный правый глаз, обычно скрываемый под повязкой, позволяет ей видеть на огромные расстояния. Единственная ведьма, носящая оружие ближнего боя (Катана).
Сэйю: Саэко Тиба (сезон 1), Саори Сэто (сезон 2)
Ёсика Мияфудзи (яп. 宮藤芳佳 Мияфудзи Ёсика) — сержант (в фильме младший лейтенант). Очень добра, отзывчива и дружелюбна. Обладает большими магическими способностями и в частности умеет использовать исцеляющую магию. Ввиду обещания данного своему отцу, она стремится защищать людей, однако так как её отец погиб на войне — поначалу Мияфудзи ограничивается лишь исцелением людей и отказывается присоединиться к штурмовым ведьмам. Получив с большим опозданием письмо от своего отца и узнав о том что он был разработчиком штурмовых модулей, она все же соглашается отправиться в Британию, дабы узнать больше о судьбе своего отца и в итоге соглашается присоединиться к ведьмам. Её день рождения — 18 августа, вместе с Саней.
Сэйю: Мисато Фукуэн
Эрика Хартманн (яп. エーリカ・ハルトマン Э:рика Харутоман) — самая результативная ведьма 501-го истребительного крыла, лейтенант, в прошлом член эскадрильи JG52 ВВС Карсленда, где служила вместе с Гертрудой Баркхорн и Ханной Марсель. Веселая, безалаберная и недисциплинированная ведьма, постоянно получающая замечания от Баркхорн. Особая спрособность — управление потоками воздуха, за счет чего, Эрика способна буквально пробуравливать противника насквозь. Имеет сестру-близнеца Урсуллу — военного инженера, создающую новые образцы штурмовых модулей.
Сэйю: Сакура Ногава
Гертруда Баркхорн (яп. ゲルトルート・バルクホルン Гэрутору:то Барукухорун) — третий по рангу офицер 501-го истребительного крыла, капитан. Как и Эрика Хартманн бывший член эскадрильи JG52. Лучшая подруга Эрики, и полная её противоположность. Дисциплинированна, аккуратна, организованна. Физически очень сильна, а при использовании магии, её сила только увеличивается. Во втором сезоне использовала экспериментальный штурмовой модуль Messerschmitt Me.262, что едва не стоило её жизни. Имеет младшую сестру — Кристин, тяжело раненную во время налета нэроев, и находящуюся в больнице.
Сэйю: Миэ Сонодзаки
Линетта Бишоп (яп. リネット・ビショップ Ринэтто Бисёппу) — лучшая подруга Ёсики. Сержант. Очень добра, немного наивна и неуклюжа. Изначально хорошо воевать у неё получалось только на тренировках и считая себя абсолютно бесполезной, Линетта держалась отстранённо. Тем не менее, после того как совместно с Ёсикой ей все же удалось подбить Нероя, Линетта подружилась с Мияфудзи. Особая способность — точная стрельба, может без использования оптики поразить цель размером с открытку на расстоянии в несколько километров. Является, по сути, снайпером эскадрильи, так как в отличие от большинства ведьм она использует противотанковое ружьё, побеждая за счет точности, а не за счет плотности огня.
Сэйю: Каори Надзука
Перрин Клостерманн (яп. ペリーヌ・クロステルマン Пэри:ну Куросутэруман) — ведьма-аристократка из Галлии, лейтенант. Особая способность — управление электричеством. Всегда старается держаться серьёзно и несколько отстранено от остальных. Патриотка, очень страдает, от того, что её страна захвачена нэроями. Во втором сезоне передает все заработанные деньги на восстановление освобожденной Галлии. Влюблена в Мио, хотя ей и не хватает духу признаться в этом майору. Также Перрин сильно ревнует Ёсику к майору, так как та уделяет её очень много времени.
Сэйю: Миюки Савасиро
Франческа Луккини (яп. フランチェスカ・ルッキーニ Фурантэсука Рукки:ни) — самая младшая из ведьм 501-го истребительного крыла, младший лейтенант. Близкая подруга Шарлотты Йегер. Взбалмошна, озорна, непоседлива. Основной источник нарушения дисциплины в эскадрилье. Большая любительница поспать, причём спать может где угодно. Например, вполне может постелить себе на ветке дерева. Любит хватать других героинь за грудь, но в конечном итоге всегда останавливается на груди Шарлотты, против чего Шарлотта в отличие от других ведьм совсем не возражает. Особая способность — мощный многослойный щит, который она использует как таран.
Сэйю: Тива Сайто
Шарлотта Йегер (яп. シャーロット・E・イェーガー Ся:ротто E Иэ:га:) — бывший член 363-го истребительного крыла ВВС Либериона, капитан. Лучшая подруга Франчески Луччини. Добродушная, веселая и находчивая ведьма. Великолепный техник, может часами сидеть над своим штурмовым модулем дорабатывая его, с целью повысить скорость. До войны Шарлота увлекалась гонками и поступила в армию ради скорости, которую могут развить ведьмы. В результате неисправности своего штурмового модуля, смогла превысить звуковой барьер.
Сэйю: Ами Косимидзу
Эйла Илматар Ютилайнен (яп. エイラ・イルマタル・ユーティライネン Эира Ируматару Ю:тираинэн) — бывший член 24-й эскадрильи ВВС Суомиса, младший лейтенант. Лучшая подруга Сани Литвяк. Немного вспыльчивая ведьма, ревностно защищающая свою подругу от любых нападок. Особая способность — прорицание, может предсказывать будущее с помощью карт, а также предвидеть, что произойдет в следующую секунду. Как следствие в бою практически не применяет щиты, предпочитая искусное маневрирование.
Сэйю: Аюру Охаси
 Саня Литвяк  (яп. サーニャ·リトヴャク  Са:ня Ритовяку ) — бывший член 586-го истребительного полка армии Оруссии, лейтенант. Тихая, скромная и спокойная ведьма, близкая подруга Эйлы. Особая способность — использование радиоволн, как для связи, так и для обнаружения противника в условиях плохой видимости и на большом расстоянии. Из-за этого занимается преимущественно ночным патрулированием. Как следствие, Саня крайне редко появляется днем, а возвращаясь по утрам часто путает свою комнату с комнатами остальных ведьм, как правило с комнатой Эйлы. В одной из серий говорится, что её день рождения — 18 августа, в один день с Ёсикой. В детстве увлекалась музыкой по настоянию отца, хорошо поёт.
Сэйю: Май Кадоваки